# Pterula
Genre
Pterula est un genre de champignons basidiomycetes de la famille des Pterulaceae du clade III Hygrophoroïde (ordre des Agaricales).

## Liste des espèces
Selon MycoBank (23 janvier 2023) :
- Pterula abietis Lloyd, 1925
- Pterula aciculiformis Lloyd, 1919
- Pterula actinaeformis (Berk.) Lloyd, 1919
- Pterula adustipes (Speg.) Corner, 1950
- Pterula amboinensis (Lév.) Pat., 1893
- Pterula angustata (Lév.) Sacc., 1888
- Pterula anomala P. Roberts, 1999
- Pterula arborea Rick, 1931
- Pterula arbuscula Bres., 1896
- Pterula aurantiaca Henn., 1904
- Pterula bambusae Corner, 1970
- Pterula bambusicola Parkash, 2021
- Pterula bresadolana Henn., 1893
- Pterula bromeliphila Corner, 1970
- Pterula brunneola Corner, 1950
- Pterula brunneosetosa Corner, 1952
- Pterula campoi Speg., 1921
- Pterula capillaris (Lév.) Sacc., 1888
- Pterula caricis-pendulae Corner, 1970
- Pterula carpophila Corner, 1966
- Pterula commersonii (Lév.) Lloyd, 1919
- Pterula complanata Corner, 1952
- Pterula compressa Klotzsch
- Pterula crassispora P. Roberts, 1999
- Pterula crispa Rick, 1931
- Pterula culmicola Speg., 1926
- Pterula cystidiata Corner, 1952
- Pterula debilis Corner, 1950
- Pterula decaryi Pat., 1924
- Pterula decumbens Corner, K.S. Thind & Dev, 1957
- Pterula dendroides (Jungh.) Fr., 1851
- Pterula dendroides Sacc.
- Pterula densissima Berk. & M.A. Curtis, 1873
- Pterula dichotoma Saut., 1876
- Pterula dilatata (Mont.) Corner, 1950
- Pterula divaricata (Berk.) Sacc., 1888
- Pterula echo D.J. McLaughlin & E.G. McLaughlin, 1980
- Pterula epiphylla Corner, 1950
- Pterula epiphylloides Corner, 1952
- Pterula exserta Lloyd, 1919
- Pterula falcatula (Henn.) Corner, 1950
- Pterula fascicularis Bres. & Pat., 1901
- Pterula fastigiata (Rick) Rick, 1931
- Pterula filaris (Kalchbr.) Corner, 1950
- Pterula fluminensis Corner, 1952
- Pterula fructicola Bres., 1915
- Pterula frutica Lloyd, 1919
- Pterula fulvescens Bres., 1911
- Pterula fusispora Yasuda, 1920
- Pterula gordius (Speg.) Corner, 1950
- Pterula gracilis (Desm. & Berk.) Corner, 1950
- Pterula graminicola (Bourdot & Galzin) Singer, 1969
- Pterula grandis Syd., 1916
- Pterula guadelupensis (Lév.) Sacc., 1888
- Pterula himalayensis (Massee) Lloyd, 1919
- Pterula hirsuta Henn., 1899
- Pterula humilis Speg., 1891
- Pterula hyphoides Douanla-Meli, 2007
- Pterula importata Henn., 1898
- Pterula incarnata Pat., 1895
- Pterula incisa Lloyd, 1920
- Pterula indica Senthilarasu G, 2013
- Pterula intermedia Dogma, 1966
- Pterula janseniana (Holterm.) Corner, 1950
- Pterula juruensis (Henn. ex Sacc. & D. Sacc.) Corner, 1950
- Pterula landolphiae Lloyd, 1922
- Pterula laxa Pat., 1902
- Pterula lecomtei (Pat.) Corner, 1970
- Pterula longispora Corner, 1952
- Pterula loretensis Corner, 1952
- Pterula lutea Preuss, 1851
- Pterula luzonensis Lloyd, 1922
- Pterula macrospora (Pat.) Corner, 1950
- Pterula mannii Lloyd, 1918
- Pterula merismatoides (Schwein.) Sacc., 1888
- Pterula moniliformis (Henn.) Corner, 1952
- Pterula multifida E.P. Fr. ex Fr., 1861
- Pterula nana Pat., 1902
- Pterula navicula Corner, 1952
- Pterula nivea Pat., 1902
- Pterula nudihortorum Dentinger, 2014
- Pterula oryzae (Remsberg) Corner, 1950
- Pterula pallescens Bres., 1899
- Pterula palmicola Corner, 1952
- Pterula parvispora P. Roberts, 1999
- Pterula penicellata Berk., 1919
- Pterula penicillata (Bull.) Fr., 1830
- Pterula pennata Henn., 1904
- Pterula penniseti (Henn.) Corner, 1950
- Pterula phyllodicola Corner, 1970
- Pterula phyllophila (McAlpine) Corner, 1950
- Pterula plumosa (Schwein.) Fr., 1825
- Pterula plumosoides Corner, 1952
- Pterula pteridicola Khurana, 1980
- Pterula pterulicioides L.D. Gómez, 1972
- Pterula pungens (Lév.) Sacc., 1888
- Pterula pungensis Khurana, 1980
- Pterula pusilla Bres., 1920
- Pterula pusio (Berk.) Bres., 1915
- Pterula rigida Donk, 1950
- Pterula robusta Corner, 1967
- Pterula ruber Rodway ex Y.S. Chang & Kantvilas, 1993
- Pterula sclerodontium (Mont. & Berk.) Lloyd, 1922
- Pterula sclerotiicola Berthier, 1968
- Pterula secundiramea (Lév.) Speg., 1889
- Pterula setacea (Kalchbr.) Corner, 1950
- Pterula setosa Peck, 1875
- Pterula simplex Sacc. & Paol., 1888
- Pterula squarrosa Henn., 1902
- Pterula stipata Corner, 1952
- Pterula subaquatica Bres. & Roum., 1889
- Pterula subgen. Phaeopterula Henn., 1899
- Pterula subgen. Pterula Fr., 1832
- Pterula subplumosa Henn., 1897
- Pterula subsimplex Henn., 1897
- Pterula subulata Fr., 1830
- Pterula subuliformis (Berk. & M.A. Curtis) Corner, 1950
- Pterula tahitiensis Reichardt, 1866
- Pterula tasmanica Lloyd, 1923
- Pterula taxa Pat., 1902
- Pterula taxiformis Mont., 1854
- Pterula tenax (Schwein.) Sacc., 1888
- Pterula tenerrima (Henn.) Corner, 1950
- Pterula tenuissima (M.A. Curtis) Corner, 1950
- Pterula thindii Khurana, 1980
- Pterula timorensis Torrend, 1910
- Pterula togoensis Henn., 1897
- Pterula trachodes (Berk.) Lloyd, 1919
- Pterula tropica Mont., 1854
- Pterula typhuloides Corner, 1950
- Pterula uleana Henn., 1897
- Pterula vanderystii Henn., 1907
- Pterula velohortorum Dentinger, 2014
- Pterula velutipes Corner, 1952
- Pterula verticillata Corner, 1950
- Pterula vinacea Corner, 1950
- Pterula vitellina (Pat.) Corner, 1950
- Pterula winkleriana Henn., 1905
- Pterula xylogena (Berk. & Broome) Petch, 1925

## Systématique
Le nom correct complet (avec auteur) de ce taxon est Pterula Fr., 1825,.
Pterula a pour synonyme :
- Pteridium Clem., 1902

## Publication originale
- E.M. Fries, Systema Orbis Vegetabilis, vol. 1, 1825 (lire en ligne), p. 1-374